# Lothar Lies
Lothar Lies SJ (* 4. April 1940 in Offenbach am Main; † 29. Mai 2008 in Innsbruck) war ein deutscher Ordensgeistlicher und katholischer Theologe.

## Leben
Lothar Lies schloss sich im Jahr 1960 dem Jesuitenorden an. Nach einem Studium der Philosophie und Theologie empfing er 1970 die Priesterweihe. 1972 war er als Studentenpfarrer in der Katholischen Hochschulgemeinde Würzburg tätig, wo er bei Johannes Betz promoviert wurde. 1976 wechselte er nach Innsbruck und arbeitete dort als Hochschulassistent am Institut für Dogmatik der Theologischen Fakultät. 1981 habilitierte er sich bei Raymund Schwager mit einer Arbeit über die Eucharistielehre des Origenes.
1983 erhielt er einen Ruf auf die Professur für Dogmatische und Ökumenische Theologie in Innsbruck. Schwerpunkte seiner wissenschaftlichen Tätigkeit waren Eucharistie und Ökumene. Er veröffentlichte zahlreiche Schriften zu diesen beiden Themen.
Neben seiner Arbeit als Hochschulprofessor engagierte er sich in Arbeitskreisen und Beiräten. So beteiligte er sich am sogenannten Stählin-Jaeger-Kreis. Zudem war er Mitglied des wissenschaftlichen Beirats der Stiftung Pro Oriente. Er gehörte außerdem der Theologenkommission der Österreichischen Bischofskonferenz an. Als Referent war er für das Bistum Würzburg zuständig. Darüber hinaus war er vielfach pastoral tätig, vor allem in der Pfarre Außervillgraten in Osttirol.
Am 24. Mai 2008 wurde ihm der Päpstliche Orden Pro Ecclesia et Pontifice verliehen. Da Lies’ Gesundheit bereits stark beeinträchtigt war, wurde die Ehrung in einer Klinik vorgenommen. Fünf Tage später verstarb Lies.

## Schriften (Auswahl)
- Wort und Eucharistie bei Origenes. Tyrolia-Verlag, Innsbruck/Wien/München 1978.
- Menschlich leben, christlich glauben. Butzon und Bercker, Kevelaer 1978.
- Sich auf Christus einlassen ... : ... in Messe und Anbetung. Echter, Würzburg 1990, ISBN 3-429-01321-6.
- Heilsmysterium. Styria, Graz 1992
- Europa und die Kirchen. Kulturverlag, Thaur 1995.
- Eucharistie in ökumenischer Verantwortung. Styria, Graz 1996.
- Gottes Herz für die Menschen. Tyrolia-Verlag, Innsbruck 1996.
- Die Glaubwürdigkeit christlicher Kirchen. Tyrolia-Verlag, Innsbruck 2000.
- Die Sakramente der Kirche. Tyrolia-Verlag, Innsbruck 2004.
- Mysterium fidei. Echter, Würzburg 2005.
- Grundkurs ökumenische Theologie. Tyrolia-Verlag, Innsbruck 2005.
- Bedankte Berufung : zur eucharistischen Struktur der ignatianischen Exerzitien. Tyrolia-Verlag, Innsbruck 2007.